# Petri Tiainen
Petri Tiainen (ur. 26 września 1966 w Lahti) – fiński piłkarz występujący na pozycji pomocnika.

## Kariera klubowa
Tiainen karierę rozpoczynał w sezonie 1984 w pierwszoligowym zespole FC Kuusysi. W debiutanckim sezonie zdobył z nim mistrzostwo Finlandii. Osiągnięcie to powtórzył także w sezonie 1986.
W 1986 roku Tiainen przeszedł do holenderskiego Ajaksu. W Eredivisie zadebiutował 22 listopada 1986 w wygranym 1:0 meczu z PEC Zwolle. W sezonie 1986/1987 wraz z Ajaksem wywalczył wicemistrzostwo Holandii, a także wygrał rozgrywki Pucharu Holandii. Również w kolejnych dwóch sezonach wywalczył z zespołem wicemistrzostwo Holandii.
W 1989 roku Tiainen wrócił do Finlandii, gdzie został graczem klubu HJK. W sezonach 1990 oraz 1992 zdobył z nim mistrzostwo Finlandii. Następnie występował w drużynie MyPa-47, z którą trzykrotnie wywalczył wicemistrzostwo Finlandii (1994, 1995, 1996). Karierę zaś kończył w 1998 roku w drugoligowym FC Lahti.

## Kariera reprezentacyjna
W reprezentacji Finlandii Tiainen zadebiutował 17 kwietnia 1986 w przegranym 0:3 towarzyskim meczu z Brazylią. 9 kwietnia 1987 w wygranym 3:0 pojedynku eliminacji Mistrzostw Europy 1988 z Czechosłowacją strzelił pierwszego gola w kadrze. W latach 1986–1995 w drużynie narodowej rozegrał 13 spotkań i zdobył 2 bramki.